# Ивановка (Сновский район)
Ивановка (укр. Іванівка) — село в Сновском районе Черниговской области Украины. Население — 224 человека. Занимает площадь 1,56 км².
Код КОАТУУ: 7425887003. Почтовый индекс: 15211. Телефонный код: +380 4654.

## Власть
Орган местного самоуправления — Софиевский сельский совет. Почтовый адрес: 15232, Черниговская область, Сновский р-н, с. Софиевка, ул. Луговая, 2.